# Lek galenowy
Lek galenowy – zwyczajowa nazwa leku aptecznego, sporządzonego z surowców roślinnych, zwierzęcych i/lub mineralnych według przepisu zamieszczonego w farmakopei lub receptariuszu (np. Receptarium polonicum Głowackiego). Dawniej terminem tym określano wszystkie leki sporządzane w aptece. Obecnie leki galenowe są stosowane głównie jako środki pomocnicze przy wyrobie leków recepturowych.
Nazwa pochodzi od rzymskiego lekarza Galena, który opracował i podał wiele receptur przygotowania takich leków.

## Postacie lekówgalenowych

### Postacie stałe
- proszek (najczęściej wysuszony i rozdrobniony surowiec roślinny)
- tabletka
- opatrunek (plaster)
- czopek
- wyciąg suchy
- papieros leczniczy

### Postacie półstałe
- maść
- mazidło
- wyciąg gęsty

### Postacie ciekłe
- roztwór wodny
- woda aromatyczna
- wyciąg płynny
- roztwór alkoholowy
  - nalewka
  - alkoholatura
  - wyciąg alkoholowy
  - spirytus leczniczy
  - wino lecznicze
- ocet leczniczy
- syrop
- sok (zagęszczony sok roślinny na bazie wody)
- napar (wyciąg uzyskany przez zalanie wrzątkiem)
- odwar (wyciąg świeżo przygotowany przez gotowanie)
- emulsja
- suspensja

### Postacie gazowe
- aerozol leczniczy